# Robert Ernst (Politiker)
Friedrich Robert Ernst (geboren 4. Februar 1897 in Hürtigheim, Deutsches Kaiserreich; gestorben 14. April 1980 in Rimsting) war ein deutscher elsässischer Volkstumspolitiker und wurde 1941 nationalsozialistischer Oberbürgermeister von Straßburg. Von 1945 bis 1954 war er in Frankreich inhaftiert.

## Herkunft und Studium

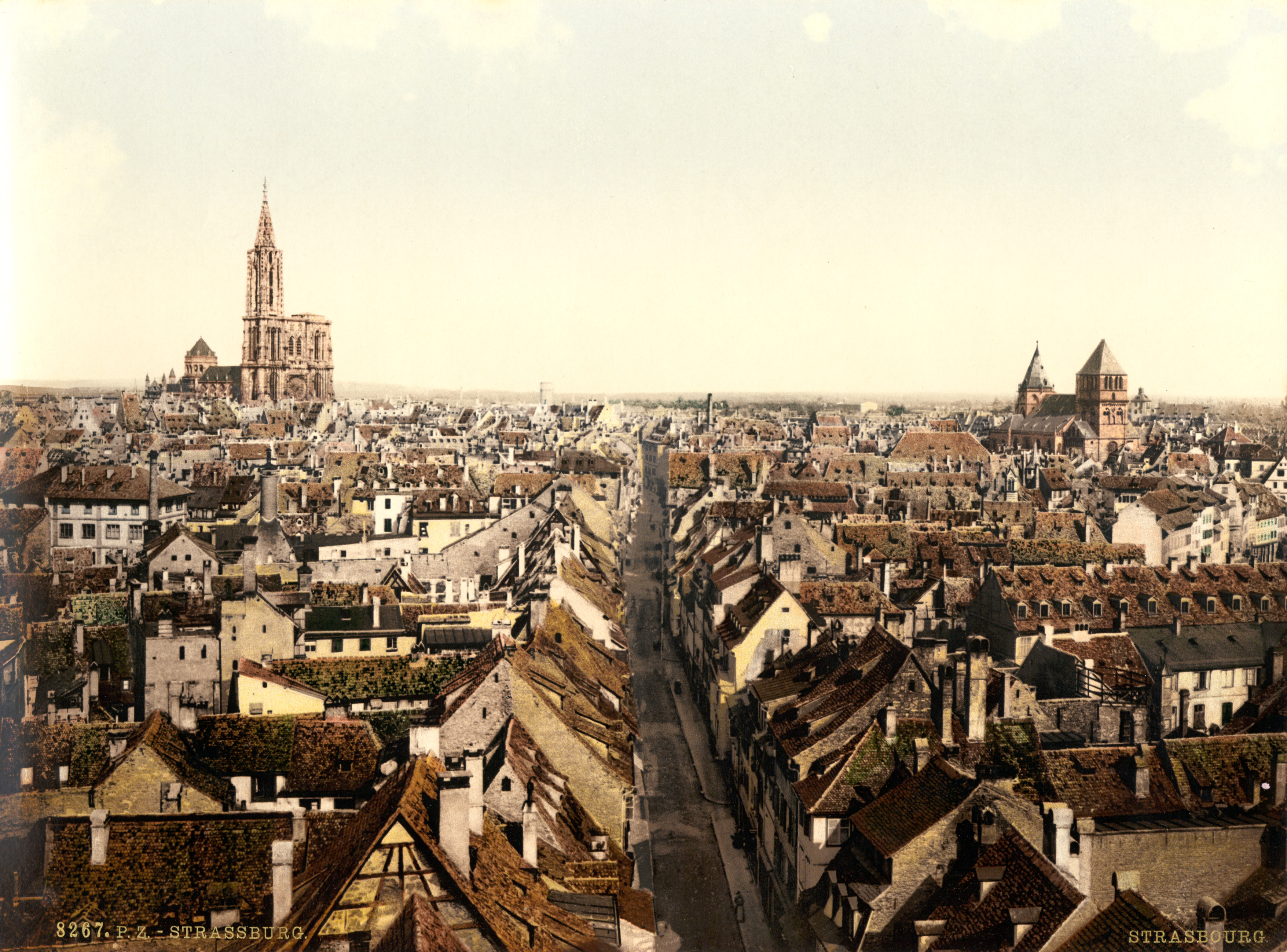
St. Thomas in Straßburg 1895 (rechts)

Der alt-elsässische Vater August Ernst (1868–1958) war Pfarrer von St. Thomas in Straßburg (August Ernst war später noch Pfarrer an der Matthäuskirche in Stuttgart). Die Mutter entstammte der elsässischen frankophonen städtischen Bourgeoisie. Nach dem Schulbesuch in Straßburg meldete sich Ernst 1914 als Kriegsfreiwilliger und wurde in Ypern und Verdun eingesetzt, er wurde Flieger und wurde im November 1917 in Cambrai abgeschossen.
Nach Kriegsende und der Rückgewinnung des Elsass und Lothringens durch Frankreich wurden bis Anfang 1922 140.000 deutsche Staatsbürger größtenteils ausgewiesen, meist nach 1871 eingewanderte Altdeutsche sowie ihre Nachfahren und rund 10 % Alt-Elsass-Lothringer. Seine Eltern und Ernst übersiedelten 1919 freiwillig vom Elsass in die entstehende Weimarer Republik. Er studierte Jura in Heidelberg sowie Rechts- und Staatswissenschaften in Tübingen und schloss das Studium im Februar 1921 mit Promotion ab.

## Verbandsfunktionär
Seit dem Frühjahr 1921 wohnte Ernst in Berlin und arbeitete dort bis Anfang 1922 beim Dachverband Deutscher Schutzbund für das Grenz- und Auslandsdeutschtum als Abteilungsleiter für Elsass-Lothringen. Er war Vorstandsmitglied des „Elsaß-Lothringen Instituts“ (ELI), das sich meistens auch „wissenschaftlich“ nannte, an der Universität Frankfurt (Main) und die einflussreichste Gestalt der volksdeutschen Bewegung an der Westgrenze des Reichs. 1921 führte er bei einer Feierstunde des ELI in Weimar in dessen Namen aus:

„Für das deutsche Volkstum zwischen Rhein, Mosel und Wasgau wollen wir kämpfen. Vom Wissenschaftlichen Institut der Elsaß-Lothringer im Reich werden die Waffen geschmiedet für diesen Kampf.“

1923 war Ernst Mitgründer der „Alt-Elsass-Lothringischen Vereinigung“, am 5. Januar 1923 erschien in Berlin das erste Heft der „Heimatstimmen-Elsaß-Lothringen“, des Organs der nach dem Ersten Weltkrieg ins Deutsche Reich abgewanderten Elsässer und Lothringer. Ab 1924 war er beim „Hilfsbund der vertriebenen Elsass-Lothringer“, der Anfang 1922 22.000 Mitglieder hatte, sowie beim „Verband der Elsass-Lothringischen Studentenbünde“ beschäftigt. Weiterhin nahm er im Oktober 1924 an der Heppenheimer Tagung der Deutschen Mittelstelle für Volks- und Kulturbodenforschung teil, wo die Teilnehmer, hauptsächlich rheinische Historiker und Geographen, unter Vorsitz von Wilhelm Volz in die „Fragen des westdeutschen Volksbodens“ eingeführt wurden.  Ernst war der Herausgeber dieser Hilfsbund-Zeitschrift und auch der Zeitschrift Elsaß-Lothringen. Als Verbandsfunktionär wurde er am 22. Mai 1933 Vorsitzender des „Deutschen Schutzbundes für die Grenz- und Auslandsdeutschen“, der am 22. Mai 1919 gegründet worden war.
Ernst schied zwischenzeitlich für einige Jahre aus dem Angestelltenverhältnis der Verbände aus und arbeitete freiberuflich. Die Mittel für seine Arbeit erhielt er unter anderem aus einem als „Deutsche Stiftung“ verschleierten Fonds des Auswärtigen Amtes, Emil von Rintelen war hier sein mehrjähriger Ansprechpartner. Hauptsächlich seit den Locarno-Verträgen bis zum Tod von Außenminister Gustav Stresemann, also von 1925 bis 1929, hat Ernst zur Unterstützung seiner Elsass-Arbeit vom Auswärtigen Amt Zuwendungen erhalten, für jene Jahre waren dies rund 1.500.000 Reichsmark.
Nach der Gründung des Elsaß-Lothringischen Heimatbundes Pfingsten 1926 reagierten die Franzosen mit zwei Autonomistenprozessen in Colmar, bei denen 1928 Karl Roos zu 15 Jahren Zuchthaus verurteilt wurde und Ernst in Abwesenheit zu 15 Jahren Gefängnis sowie 20 Jahren Aufenthaltsverbot. Damit wurde verhindert, dass er noch ins Elsass einreisen konnte. Ernst hatte im Rahmen seiner Verbandsarbeit für den Schutzbund auch Kontakt zu anderen Minderheiten und Autonomisten in Europa und nahm an Tagungen des Europäischen Nationalitätenkongresses und des Völkerbundes in Genf teil.

## Nationalsozialismus
Ernst trat zum 1. Mai 1933 der NSDAP bei (Mitgliedsnummer 2.499.974), als Schutzbundsvorsitzender war Ernst 1933 aktiv an der freiwilligen Selbst-Gleichschaltung der Verbände beteiligt. Am 29. Mai 1933 wurde auf Mitinitiative von Ernst der Bund Deutscher Westen gegründet, den er als „Führer“ zusammen mit Mitinitiator und „Präsident“ Karl Spiewok, dem nationalsozialistischen Stadtverordneten-Vorsteher von Berlin, führte – entsprechend § 3 der Satzung durch Führer "arischer Abkunft". Weiterhin wirkte er im geheim gehaltenen Dachverband „Volksdeutscher Rat“, der im Oktober 1933 installiert worden war, als Verantwortlicher für die Gebiete westlich der Reichsgrenze. Ernst, 1933–1935 stellvertretender Bundesleiter des Vereins für das Deutschtum im Ausland (VDA), war am 7. Dezember 1933 unter den VDA-Führern, die von Adolf Hitler empfangen wurden. Ernst vertrat VDA-Bundesleiter Hans Steinacher als Redner bei den Massenkundgebungen, die die NSDAP und der VDA 1933 in deutschen Großstädten inszenierten, in Aachen und Stettin.
Das Reichsaußenministerium unter Konstantin von Neurath wie das Reichsinnenministerium beauftragten Mitte Juni Steinacher und Ernst, das Deutsche Ausland-Institut (DAI) mit einem kleinen Reorganisationsausschuss neu zu ordnen. Zuvor war im März 1933 dem Geschäftsführer des DAI, Fritz Wertheimer, seit 1918 Generalsekretär des DAI, durch die örtliche SA aufgrund Wertheimers jüdischer Abstammung der Zutritt zum DAI verwehrt worden. Der von NS-Kreisen ebenfalls abgelehnte Vorstandsvorsitzende des DAI, Theodor Wanner, war im März 1933 überfallen worden. Wanner wurde entsprechend am 20. Juni zum Rücktritt gedrängt, Wertheimers Name fiel schon gar nicht mehr, Ernst meldete dem württembergischen Ministerpräsidenten Christian Mergenthaler am 21. Juni 1933 die erfolgreiche, nur vorübergehende Übertragung der Institutsleitung auf Steinacher, Ernst und einen „Dr. Krehl“.
In dem Organisationsgestrüpp der nationalsozialistischen Herrschaft wetteiferten Heß und Bohle mit seiner NSDAP-Auslandsorganisation um den Einfluss auf die knapp eine Million Mitglieder der VDA-Organisationen. Wegen taktischer Meinungsverschiedenheiten trat Ernst im August 1935 vom stellvertretenden Vorsitz des VDA zurück. Seit dem Herbst 1935 wurde der VDA und Steinacher auch persönlich von Bohle angegriffen. Im Februar 1937 hatte sich Steinachers Konzeption erledigt, als die SS-Führung mit Werner Lorenz die Leitung der Volksdeutschen Mittelstelle übernahm.
Ungeachtet der greifbaren Unterschiede zwischen NSDAP und VDA gab es manche Übereinstimmungen: So z. B. bei der Vorstellung eines Hegemonialstrebens der Deutschen, bei dem zwar im Gegensatz zur nationalsozialistischen Konzeption die Eigenwertigkeit der anderen Völker nicht in Frage gestellt, jedoch kein konkurrierender Führungsanspruch geduldet wurde.
Mit Beginn des Zweiten Weltkrieges im September 1939 wurde Ernst bis Ende 1939 als Major der Reserve Stabsquartier-Kommandant der 1. Fliegerdivision der Luftwaffe beim Überfall auf Polen eingesetzt. Bei seinem Beitritt zur SS unter der Mitgliedsnummer 365141 erhielt er am 1. August 1940 den Rang eines SS-Standartenführers.

## Straßburg
Während des Sitzkriegs wurde Ernst am 1. Februar 1940 Mitarbeiter des Auswärtigen Amtes für besondere Aufgaben, am 1. März 1941 beendete er dort seine Tätigkeit. In Berlin sahen sich die beiden Elsässer Otto Meissner und Ernst schon als Protektor von Elsass-Lothringen und studierten den Verwaltungsaufbau im Protektorat Böhmen und Mähren. Tatsächlich wurden dann nach einigem Gerangel die Gauleiter Josef Bürckel und Robert Wagner inthronisiert.
Unmittelbar nach der Besetzung des Elsass 1940 gründete Ernst am 20. Juni den Elsässischen Hilfsdienstes (EHD), um den „einheimischen“ Kräften endlich Mitwirkung zu ermöglichen. Zugleich suchte auf seine Initiative hin ein Kommando nach inhaftierten elsässischen Autonomisten, die so genannten „Nanziger“, um sich mit diesen zusammen frühzeitig genügend politischen Einfluss im Sinne der Autonomisten zu sichern, was allerdings der badische Gauleiter Robert Wagner als  Chef der deutschen Zivilverwaltung im Elsass und seine weitgehend aus Baden importierte Administration und politische Gefolgschaft dann zu verhindern wussten. Am nächsten Tag, 21. Juni 1940, wurde Ernst von Robert Wagner eine Position als ehrenamtlicher „Generalreferent“ beim „Chef der deutschen Zivilverwaltung“ im Elsass zugesichert. Ebenso wollte Wagner Ernst zum „Oberstadtkommissar“ von Straßburg ernennen. Als Nachfolger von Theodor Ellgering, seit dem 28. Juni 1940 Stadtkommissar in Straßburg, war Ernst vom 5. März 1941 bis 23. November 1944, mit einer Unterbrechung durch seinen Wehrmachtsdienst im Jahre 1943, Chef der Stadtverwaltung von Straßburg. Am 28. Januar 1942 übernahm Ernst auch die Geschäfte in Kehl, dessen Bürgermeister Alfred Reuter wurde sein Stellvertreter.
Ernst schrieb weiterhin Zeitschriftenbeiträge und bedauerte in der Zeitschrift „Westland“ den Zuzug von Ostjuden und Polen wie Emigranten in der Zwischenkriegszeit ins Elsass, verbunden mit der Erwartung, dass sich das nun ändern werde. Nach der Verlegung der Universität Straßburg nach Clermont-Ferrand durch die französische Regierung im September 1939 bei Beginn des Zweiten Weltkrieges, wurde nach der Besetzung des Elsass im Juni 1940 durch die Wehrmacht mit Ernsts Unterstützung die Reichsuniversität Straßburg gegründet, Ernst holte dafür den Straßburger Ernst Anrich. Ernst wurde Ehrensenator der Universität.
Ernst hatte elsässische Freiwilligen-Meldungen zur Wehrmacht befürwortet, die Zwangsrekrutierung von Elsässern dagegen abgelehnt. Nach der Einführung der Wehrpflicht ließ er Wagner ein Gesuch auf Fronteinsatz stellen, wofür Wagner Ernst beurlaubte, da Ernst sich um der Glaubwürdigkeit willen verpflichtet fühlte, wie die zur Wehrmacht eingezogenen Elsässer durch Fronteinsatz sein Leben zu riskieren. Ernst wurde ab Mai bis Anfang September 1943 im Russland-Feldzug weitgehend als funktionsloses Bomber-Besatzungsmitglied eingesetzt. Eine Verlängerung der Beurlaubung für den Fronteinsatz lehnte Wagner jedoch ab, zumal Straßburg dann Ende September Ziel des ersten alliierten Luftangriffes geworden war. Ernst übernahm nach Rückkehr im September 1943 wieder seine alten Aufgaben in Straßburg. Anfang 1945 versucht er noch eine „Elsässische Freiheitsfront“ als „Volkssturm-Elsaß“ aufzubauen.
Ernst räumt in seinem 1954 (1955 2. Auflage) erschienenen „Rechenschaftsbericht“ ein, dass er nach einem Disput während eines Friseurbesuchs im Frühjahr 1942 die Ehefrau des Salon-Inhabers wegen des inzwischen im Elsass verbotenen Gebrauchs der französischen Sprache bei einer nachfolgenden Besprechung mit Hans Fischer diesem gemeldet habe. Die Frau ist – entgegen einer „Abrede“ zwischen Ernst und Fischer, aufgrund der Ernst mit einem Geschäftsverbot von vielleicht acht Tagen gerechnet habe, wie er beteuert – ins Sicherungslager Schirmeck-Vorbruck eingeliefert worden.
Ernst erhielt 1941 die „Goldene Ehrenplakette“ des Deutschen Auslandsinstituts.

## Kriegsende und Haft
Ernst stellte sich, nach Flucht aus Straßburg Ende November 1944 und Aufenthalt in München unter falscher Identität als „Ernst Fischer“, am 3. August 1945 dem amerikanischen "C.I.C.", gemeint ist damit vermutlich der Counter Intelligence Corps, der ihn bald den französischen Behörden überstellte. Diese wollten ihn als französischen Staatsbürger wegen Landesverrats zugunsten des Deutschen Reiches anklagen. Über Jahre versuchte Ernst mit der Argumentation, er sei deutscher Staatsbürger, diese Anklage zu durchkreuzen. Ernst wurde 1946 im Prozess gegen den dann hingerichteten Wagner als Zeuge vernommen.
Die ursprünglichen Anklagepunkte waren:
- Zwangseinziehung von Elsässern zur deutschen Wehrmacht (damit Anstiftung französischer Staatsbürger zum Landesverrat),
- Beteiligung an der Beschlagnahme französischen Eigentums,
- Beihilfe bei der Verschleppung französischer Staatsangehöriger sowie
- Plünderung (Gelder der Stadt Straßburg von der Banque de France wurde auf eine deutsche Bank überwiesen).

Einer seiner Verteidiger war der in Kriegsverbrecherprozessen erfahrene Kurt Behling.
Der deutsche Bundespräsident Theodor Heuss (FDP) wandte sich am 10. November 1953 in einem privaten Schreiben an den Friedensnobelpreisträger Albert Schweitzer, um diesen, der auch Ernsts Vater persönlich kannte, für Ernst, den wiederum Heuss persönlich kannte, dem aber nichts „Unhonoriges vorgeworfen werden“ könne, einzunehmen. Kirchenpräsident Hans Stempel hatte dem Bundespräsidenten „eine Niederschrift über die Affaire Ernst vorgelegt“, die nun in Kopie an Schweitzer ging, damit dieser geeignete Personen in Paris für die Freilassung mobilisiere. Parallel zu dieser „Stillen Hilfe“ ging der deutsche Bundestagspräsident Hermann Ehlers (CDU) mit der Forderung nach Freilassung direkt an die Öffentlichkeit.
Am 20. Januar 1954 wurde Ernst erstmals aus der französischen Untersuchungshaft entlassen, da nun auch der französischen Justiz die lange Dauer der Untersuchungshaft politische Probleme machte, aber für den Prozess erneut inhaftiert. Die Anklage lautete schließlich: Der Elsässische Hilfsdienst sei eine Spitzel- und Hilfsorganisation der Partei gewesen. Die Freiwilligenwerbung von Elsässern müsse als Beihilfe zum Landesverrat angesehen werden, da das Elsass besetzt, aber nicht annektiert gewesen sei. Ernst sei mitverantwortlich für die Zwangsrekrutierung, Inhaftierung und Deportation von Elsässern. Am 13. Januar 1955 wurde Ernst vom französischen Militärgericht in Metz als Kriegsverbrecher zu acht Jahren Zwangsarbeit, zur Herausgabe seines Vermögens und zu einem 20-jährigen Aufenthaltsverbot verurteilt. Nach der Urteilsverkündung wurde Ernst auf freien Fuß gesetzt und nach Deutschland abgeschoben.
Noch während seiner Haftzeit war im Verlag "Bernard & Graefe. Verlag für Wehrwesen", dessen Mitinhaber Ernst war, sein „Rechenschaftsbericht eines Elsässers“ erschienen. Nach seiner Freilassung beteiligte er sich an der Umwandlung des „Bundes der Elsaß-Lothringer im Reich“ in die „Gesellschaft der Freunde und Förderer der Erwin von Steinbach-Stiftung“. Ansonsten trat Ernst bis an sein Lebensende anscheinend weitgehend nur noch als Autor christlicher Publikationen in Erscheinung.
Ernsts Sohn Gerhard fiel am 22. April 1945 als Soldat in Breslau. Seine Frau und seine Tochter Liselotte, 18 Jahre alt, verübten zum Ende der Schlacht um Berlin Anfang Mai 1945 dort Suizid. Ernst hatte mit seiner zweiten Ehefrau Dorothea Gottschlich noch einen Sohn, Peter Ernst.

## Schriften
- Die Eingliederung der vertriebenen Elsass-Lothringer in das deutsche Wirtschaftsleben im Augenblick seines Tiefstandes: Tatsachen u. Politik. Tübingen 1921 (Tübingen, Univ., Diss., 1921).
- Die Eingliederung der vertriebenen Elsass-Lothringer in das deutsche Wirtschaftsleben im Augenblick seines Tiefstandes: Tatsachen u. Politik. Vereinigung wissenschaftl. Verleger, Berlin, Leipzig 1921 (Digitalisat).
- Die Elsaß-Lothringer gegen die französischen Kriegsverbrecher: Die „Befreier“ Elsaß-Lothringens; Von „Befreiten“ geschildert. maschinenschriftlich, 1922.
- Friedrich König, Welsch oder deutsch! Leiden und Kampf der westgermanischen Lande, Vorw.: Robert Ernst. Bernard & Graefe, Berlin 1924.

- Bemerkungen zu den französischen Senatswahlen in Elsaß-Lothringen. In: Elsaß-Lothringen. Heimatstimmen, Jg. 5 (1927), Heft 1, S. 3–6.
- Elsaß. Runge, Berlin-Lichterfelde [ca. 1927] (Taschenbuch des Grenz- und Auslanddeutschtums).
- Land in Ketten: Geraubtes deutsches Land. Beenken, Berlin 1932.
- Das Ende Elsaß-Lothringens. In: Friedrich Spieser (Hrsg.): Straßburger Monatshefte. Zeitschrift für das deutsche Volkstum am Oberrhein. Doppelheft August/September 1940. Verlag Straßburger Monatshefte, Straßburg 1940.
- Die volksdeutsche Bewegung im Elsaß und in Lothringen 1918–1940. In: Otto Meissner (Hrsg.): Deutsches Elsaß. Deutsches Lothringen. Ein Querschnitt aus Geschichte, Volkstum und Kultur. Otto Stolberg, Berlin 1941, S. 49–65 [der Beitrag wurde übernommen].
- Albert Bleicher: Elsaß und Lothringen wirtschaftlich gesehen. Geleitwort Robert Ernst. Hayn, Potsdam 1942.
- Rechenschaftsbericht eines Elsässers. Schriften gegen Diffamierung und Vorurteile; Bd. 5. Gegen Diffamierung der Verteidiger deutschen Volkstums . Bernard & Graefe, Berlin 1954, 2. Aufl. 1955 DNB.
- In memoriam August Ernst: Geboren am 7. November 1868 in Allenweiler/Elsass, gestorben am 9. September 1958 in Stuttgart. Selbstverlag Robert Ernst, Stuttgart-Vaihingen 1958.